# Chloroperlidae
Chloroperlidae es una familia de insectos plecópteros. Tienen más de 180 especies descritas en la familia. Tienen un color verde y amarillo.

## Subfamilias, tribus y géneros
Chloroperlinae Okamoto 1912
- Alloperlini Surdick 1985
  - Alloperla Banks, 1906
  - Bisancora Surdick, 1981
  - Sweltsa Ricker, 1943
  - Sasquaperla Stark & Baumann, 2001
- Chloroperlini Okamoto 1912
  - Chloroperla Newman, 1836
  - Haploperla Navás, 1934
  - Isoptena Enderlein, 1909
  - Plesioperla Zwick, 1967
  - Plumiperla Surdick, 1985
  - Pontoperla Zwick, 1967
  - Rasvena Ricker, 1952
  - Siphonoperla Zwick, 1967
  - Triznaka Ricker, 1952
  - Xanthoperla Zwick, 1967
- Suwalliini Surdick 1985
  - Suwallia Ricker, 1943
- tribu indeterminada
  - Alaskaperla Stewart & DeWalt, 1991

Paraperlinae Ricker 1943
- - Kathroperla Banks, 1920
  - Paraperla Banks, 1906
  - Utaperla Ricker, 1952

subfamilia indeterminada
- - †Bestioperlisca Sinitshenkova, 1990 (fósiles)
  - †Dipsoperla Sinitshenkova, 1987 (fósiles)